# Джилас, Драган
Дра́ган Джи́лас (род. 22 февраля 1967, Белград, Социалистическая Республика Сербия, СФРЮ) — сербский политик, глава города Белграда с июля 2008 года по ноябрь 2013 года.

## Политическая карьера
В 1989 году был одним из основателей «Радио-Б92», где стал вскоре одним из редакторов программ.
В начале 90-х гг. Драган Джилас был одним из политических противников Слободана Милошевича. В 1991—1992 гг. стал одним из лидеров студенческих протестов в Белграде.
В 2004 году он стал членом Демократической партии. 1 октября 2004 года он был назначен начальником Народной Канцелярии, органа созданного тогда только недавно избранным президентом Сербии — Борисом Тадичем. Драган Джилас покинул этот пост в мае 2007 года. С января 2007 года стал министром без портфеля Сербии.
19 августа 2008 года депутаты Скупщины Белграда 58 голосами избрали Драгана Джиласа на пост Главы города, Милана Кркобабича его заместителем, и, вместе с ними членов Городского вече. Депутаты от партии СРС и ДСС-НС на голосовании не присутствовали.
С апреля 2011 по ноябрь 2016 года Драган Джилас был президентом Баскетбольной федерации Сербии.

## Общие сведения
Окончил среднюю школу в Белграде, а затем Машиностроительный факультет Университета Белграда по специальности «Авиастроение».
Драган Джилас разведён. Он отец двух дочерей, Софьи и Йованы.
Драган Джилас не является родственником известного югославского политика и диссидента Милована Джиласа.

## Награды
- Командор ордена Звезды итальянской солидарности (13 января 2009 года, Италия)[3].